# General N. H. Palacios
General Nicolás. H. Palacios es un paraje del departamento de Adolfo Alsina, en la provincia de  Río Negro, Argentina. El origen de esta localidad está dado por la estación de ferrocarril del mismo nombre. Está ubicada en la posición geográfica 40°50′11″S 63°21′16″O / -40.83639, -63.35444.

## Toponimia
El nombre de esta localidad tiene su origen en el nombre del General Nicolás H. Palacios, quien luchó en la Guerra del Paraguay, contra López Jordán, en las revoluciones de 1880 y 1890 y en la guerras de frontera de la Argentina. Además fue director del Colegio Militar desde 1890 a 1892 y jefe de las fuerzas armadas de las provincias de Córdoba y San Luis, así como también del estado mayor del ejército.